# Attracting Flies
"Attracting Flies" é uma canção do duo de música eletrônica britânico AlunaGeorge. A faixa foi lançada no Reino Unido em 8 de março de 2013 como o terceiro single de seu primeiro álbum de estúdio, Body Music (2013). A canção atingiu o pico de número 17 no UK Singles Chart.

## Recepção crítica
A música foi recebida com aclamação universal quando do seu lançamento. Pitchfork Media rotulou-a "Melhor Música Nova"

## Clipe musical
Um clipe para acompanhar o lançamento de "Attracting Flies" foi lançado no YouTube em 10 de março de 2013, com duração total de três minutos e vinte e sete segundos. O vídeo é um jogo de palavras do trecho da canção "little grey fairytales and little white lies"." ("pequenos contos de fadas e mentirinhas"). Apresenta Aluna como a protagonista de vários contos de fadas bem conhecidos, no entanto, foi dado a todos os contos um toque urbano corajoso. Por exemplo, Chapeuzinho Vermelho está sendo perseguida tarde da noite por um homem (interpretado por George Reid) e seu cão.

## Faixas
| N.º | Título             | Duração |  |
| 1.  | "Attracting Flies" | 03:08   |  |

## Posições mais altas nas paradas
| Tabela musical                                | Melhor posição |
| --------------------------------------------- | -------------- |
| Australia Urban (ARIA)                        | 33             |
| Bélgica (Ultratip Bubbling Under de Flandres) | 37             |
| Bélgica (Ultratop Urban de Flandres)          | 43             |
| Bélgica (Ultratip Bubbling Under da Valônia)  | 30             |
| Bélgica (Ultratop Dance da Valônia)           | 44             |
| Escócia (Scottish Singles Chart)              | 28             |
| Reino Unido (UK Singles Chart)                | 17             |
| UK Urban (Official Charts Company)            | 5              |

## Histórico de lançamento
| Região      | Data         | Formato          | Gravadora      |
| ----------- | ------------ | ---------------- | -------------- |
| Reino Unido | 8 Março 2013 | Download Digital | Island Records |